# Свердруп (острови)
Острови Свердруп (англ. Sverdrup Islands, фр. Îles Sverdrup) — група островів на півночі Канадського Арктичного архіпелагу у складі Островів Королеви Єлизавети.
Загальна площа островів становить близько 66 000 км². Найбільші острови: Аксел-Гейберг (43 178 км²), Еллеф-Рінгнес (11 295 км²), Амунд-Рінгнес (5255 км²). На Аксел-Гейберзі — високі гори (2211 м), дві великі льодовикові шапки та дрібні льодовики загальною площею 12 500 км², береги порізані фіордами. Інші острови рівнинні або горбисті. На острові Еллеф-Рінгнес є аеропорт та метеостанція Ісаксен (від 1948 року).
| Острів        | Найвища точка, м | Площа км² | Місце в Канаді | Місце в світі |
| ------------- | ---------------- | --------- | -------------- | ------------- |
| Аксел-Гейберг | 2211             | 43 178    | 7              | 32            |
| Еллеф-Рінгнес | 260              | 11 295    | 16             | 69            |
| Амунд-Рінгнес | 265              | 5 255     | 25             | 111           |
| Мейген        | 300              | 955       | 50             | 337           |
| Кінг-Крістіан | 165              | 645       | 60             | 420           |
| Стор          | 500              | 313       | 87             | . . .         |
| Усього        | 2211             | 66 000    | -              | -             |

Острови названо на честь норвезького полярного дослідника Отто Свердрупа, який відкрив низку островів у 1898—1902 роках.